# Sportbaki
A sportbaki sportrendezvényen (versenyen, mérkőzésen, olimpián) egy vagy több sportoló által elkövetett vagy elszenvedett hiba, félresikerült gyakorlat, ügyetlen mozdulat, illetve a sportoló vicces, kellemetlen, fájdalmas, megalázó helyzetbe való kerülése. A sportbaki a külső szemlélő számára humoros - a médiában  szórakoztató tálalásban, általában zenei aláfestéssel jelenik meg.

## A sportbaki és a sportbaleset közti különbség
Annak ellenére, hogy a sportbaleset is általában hiba, félresikerült gyakorlat vagy ügyetlenkedés eredménye, ajánlott a sportbakitól való megkülönböztetése. A legfontosabb különbség, hogy míg a sportbaki széles körben humorosnak tartott, addig a sportbaleset egyértelműen nem az.
A sportbaleset nem pusztán fizikai fájdalommal jár, hanem következményei vannak - a néhány nap alatt begyógyuló horzsolásoktól, sebektől egészen az akár súlyos, tartós sérülésekig. A sportbaleset tehát nagyságrendekkel komolyabb a sportbakinál. 

## A sportbaki előfordulása
Mivel a sportbakik videók, az internet előtti korban a televízió volt az egyetlen megjelenési felületük, ma már viszont az internet dominál. A sportbakikat televízión hagyományosan ún. sportbakis műsorokban mutatják be, ritkábban híradóban, magazinműsorban. Ezzel szemben interneten, a videómegosztó oldalakon a sportbakik főleg egyenként tekinthetők meg, a hosszabb, akár egyórás összeállítások ritkák.

### Sportbakis tévéműsorok
Az ilyen televíziós műsorok a szórakoztató műsorok közé tartoznak, céljuk a néző megnevettetése, amit sportbakik bemutatásával kívánnak elérni. Általában a sportcsatornák sugároznak ilyen műsorokat, de ritkábban a kereskedelmi televíziók is. Míg a sportcsatornákon egy sportbakis műsor egyórás is lehet, addig a kereskedelmi csatornákon legtöbbször ún. vegyes bakis, vicces házivideós műsorokat láthatunk, melyeknek a sportbakik bemutatása - a vicces állatok, esküvői bakik stb. mellett - csak egy néhány perces része. 

### Sportbakik az interneten
A videómegosztókon megtalálhatók ugyan a televíziók hosszú sportbakis műsorai is, az interneten azonban leginkább az "egy sportbaki - egy videó" elve érvényesül, azaz néhány másodperces klipekből válogathatunk. Ennek előnye, hogy míg a televízióban azt nézzük, amit mutatnak, addig a videómegosztókon magunk választhatjuk ki a sportágat, azaz annak bakijait. Az internetnek köszönhetjük azt is, hogy a nézettségi adatok alapján tudjuk, melyek a legnépszerűbb sportbakik: szertorna, foci, súlyemelés, küzdősportok.

## A klasszikus sportbaki-bemutatás
A sportbakik televíziós bemutatásának megvan a kialakult hagyománya. A felvétel mindig néhány másodperccel a baki előtt indul, és néhány másodperccel utána fejeződik be. Gyakori elem az újrajátszás, ami legtöbbször lassítva történik. Az eredeti hang helyett szinte mindig vidám zenei aláfestés szól közben, s gyakran egy narrátor is hallható. A narrátor célja vagy az, hogy poénosan felvezesse a bekövetkezendő bakit, vagy pedig az, hogy vicces, gúnyos kommentárral illesse a póruljárt sportolót.

## A sportbaki és a jog
A nyugati demokratikus államok jogszabályai a sportrendezvényeket nyilvános szerepléseknek minősítik. Ilyen esetben pedig nincs szükség az érintett hozzájárulására a felvétel elkészítéséhez és az elkészített felvétel felhasználásához. Kétségtelen, hogy vannak sportolók, akiknek sérti az önérzetét, ha bakijukat a televízió és az internet révén az eredeti közönségüknek akár a több milliószorosa is látja, a jog számára azonban a sportbaki csak egy részlet egy nyilvános, önként vállalt szereplésről. 

## A sportbaki és az erkölcs
A sportbakik bemutatása nem ütközik jogi akadályokba, de néhány erkölcsi kérdés bizonyára feltehető.
A sportbakik humoros, szórakoztató oldala csak a felszín, és a legtöbb ember meg is elégszik ezzel. Kevés embernek jut azonban eszébe, hogy ezek a sportolók valamilyen céllal mentek el a versenyre, s hogy erről a célról - éppen a sportbaki megtörténése miatt - le kell mondaniuk. A felszínes néző egy szertornász fiú elhibázott bakugrásában csak annyit lát, hogy "de nagyot esett" és "jól beégett mindenki előtt". Több hónapnyi felkészülése ment kudarcba, ha pedig történetesen egy olimpián hibázik, akkor bizonyára egy élet munkája veszett kárba. Amögött, hogy az emberek nevetnek a sportbakikon, nem valamiféle gonoszság áll, sokkal inkább a média szórakoztató, humoros felfogású sportbaki-bemutatása.

## Kritikák
Az erkölcsiség kérdése mellett a sportbakis műsorokat ért legjellemzőbb kritika a monotonitás. Elég jól kiszámítható ugyanis, hogy mi lesz egy elkezdett videó vége, s ennél fogva némelyek számára unalmas. Vannak közismert sportbakitípusok. Ha egy gyűrűkön bemutatott tornagyakorlatot látunk egy ilyen műsorban, egészen biztos, hogy a tornász a padlón fogja végezni. Ha egy harcművész készül a kezével eltörni egy téglát, tudjuk, hogy nem fog neki sikerülni, többszöri próbálkozásra sem. Ha üresen marad a kapu egy focimeccsen, és egy focista be szeretné rúgni a labdát, előre tudjuk, hogy mellé vagy fölé fogja rúgni.